# Lowlands 1996
Lowlands 1996 (voluit: A Campingflight to Lowlands Paradise) werd van 24 tot 26 augustus 1996 gehouden in Biddinghuizen. Het was de 4e editie van het Lowlandsfestival. Met 30.000 verkochte kaarten werd het bezoekersrecord van 25.000 (Lowlands 1995) verbroken.

## Artiesten (selectie)
| - Alex Reece - Ambuscade - Angelo - Ash - Björk - Bob State - Brotherhood Foundation - Bush - Caesar - Chrome Cranks - CJ Bolland - Cooper - Daryll-Ann - Dick Dale - DJ Lady Aïda - DJ Per - Eat Static - Eboman - Everclear - Evil Superstars - Frankie D - Fun Lovin' Criminals - Garbage - Ice-T | - Ken Ishii - Korn - Kula Shaker - Lamb - Los Lobos - Lucas - Lucky People Center - Mieskuoro Huutajat - New Kingdom - Nicolette - Oblivians - Prong - Propellerheads - Robob - Rocket from the Crypt - Seaweed - Sebadoh - Social Distortion - Sonic Youth - Sparklehorse - Speedy J - Spooky - Stereolab | - Steve Howard - System 7 - Supergrass - The Aloof - The Beatbusters - The Bluetones - The Dirty Three - The Easy Aloha's - The Gathering - The Kelley Deal 6000 - The Offspring - The Pharcyde - The Posies - The Young Gods - Tortoise - Tracy Bonham - Tricky - Type O Negative - Undeclinable - Urban Dance Squad - Van Dik Hout - Weezer - Zion Train |

1967 · 1968 · 1993 · 1994 · 1995 · 1996 · 1997 · 1998 · 1999 · 2000 · 2001 · 2002 · 2003 · 2004 · 2005 · 2006 · 2007 · 2008 · 2009 · 2010 · 2011 · 2012 · 2013 · 2014 · 2015 · 2016 · 2017 · 2018 · 2019 · 2020 · 2021 · 2022 · 2023 · 2024